# اسکای دویچلند
اسکای دویچلند (انگلیسی: Sky Deutschland) شرکت رسانه‌ای آلمانی است، که در سال ۲۰۰۹ تأسیس شد.